# مجموعة إسوية
المجموعة الإسوية (بالإنجليزية: Isogenous group)‏ هي مجموعة من الخلايا الغضروفية، والتي تتكون جميعها عبر انقسام خليةٍ سليفة وحيدة. تتواجد هذه المجموعة في الغضروف الزجاجي والمرن والليفي، وتنمو بالنمو الخلالي.